# Tajemniczy opiekun (anime)
Tajemniczy opiekun (jap. 私のあしながおじさん Watashi no ashinaga ojisan) – telewizyjny serial anime wyprodukowany przez studio Nippon Animation, wyemitowany w 1990 roku na Fuji TV. Serial jest adaptacją książki Jean Webster o tym samym tytule.
W Polsce serial został wyemitowany na kanale TVP2.

## Opis fabuły
Judy Abbott, osierocona jako małe dziecko, mieszka w nowojorskim sierocińcu. Pewnego dnia tajemniczy fundator finansuje jej naukę w szkole dla dziewcząt im. Abrahama Lincolna, ale nie zdradza Judy swojej tożsamości. Judy i jej współlokatorki Sally i Julia spędzają całe dnie w szkole dla dziewcząt. Judy zakochuje się w wujku Julii, Jarvisie.

## Postaci
- Judy (jap. ジュディ)

Seiyū: Mitsuko Horie 
- Jarvis (jap. ジャーヴィス)

Seiyū: Hideyuki Tanaka 
- Julia (jap. ジュリア)

Seiyū: Yuri Amano 
- Sally (jap. サリー)

Seiyū: Chie Satō 
- dyrektor Ripetto (jap. リペット院長)

Seiyū: Toshiko Fujita 

## Produkcja
Anime zostało wyprodukowane przez studio Nippon Animation jako serial z cyklu sekai meisaku gekijō. Reżyserem projektu został Kazuyoshi Yokota, za scenariusze odpowiadał Nobuyuki Fujimoto, a projekty postaci przygotował Shūichi Seki. Muzykę do serialu skomponował Kei Wakakusa. Seria składa się z 40 odcinków. 
Serial jest adaptacją książki Jean Webster Tajemniczy opiekun.
Serial emitowany był w Japonii na kanale Fuji TV od 14 stycznia 1990 do 23 grudnia 1990.

### Muzyka
| Seria          | Tytuł                                                 | Twórcy                                                                                             | Źródło   |
| Czołówka       | Czołówka                                              | Czołówka                                                                                           | Czołówka |
| -------------- | ----------------------------------------------------- | -------------------------------------------------------------------------------------------------- | -------- |
| 1 – 40         | „Growing Up” (jap. グローイング･アップ Gurōingu appu) | Tekst: Etsuko Kisugi Kompozycja: Takao Kisugi Aranżacja: Kazuo Nobuta Wokal: Mitsuko Horie         | [ 2 ]    |
| Napisy końcowe |                                                       | |          |
| 1 – 40         | „Kimi no kaze” (jap. キミの風)                        | Tekst: Etsuko Kisugi Kompozycja: Takao Kisugi Aranżacja: Kazuo Nobuta Wokal: Mitsuko Horie, SHINES | [ 2 ]    |